# Ragnhild Femsteinevik
Ragnhild Femsteinevik (* 27. August 1995 in Hatlestrand, Hordaland) ist eine norwegische Biathletin. Sie ist zweifache Europameisterin, gehörte in der Saison 2022/23 zum norwegischen Weltcupteam und feierte mit der Staffel einen Weltcupsieg.

## Sportliche Laufbahn

### Mittelfeld im IBU-Cup und erste EM-Medaillen
Ragnhild Femsteinevik startet für den Verein Hålandsdal IL. Ihr erstes internationales Rennen bestritt sie bei den Juniorenweltmeisterschaften 2016 im rumänischen Cheile Grădiștei und erreichte im Einzelrennen den 27. Rang, im selben Jahr krönte sie sich mit Hilde Fenne und Jori Mørkve zur norwegischen Meisterin im Staffelbewerb. Zu Beginn der Saison 2016/17 wurde sie im ersten Rennen des IBU-Cups, dem Sprint in Beitostølen, Fünfte und wurde daraufhin sofort für die Weltcuprennen in Östersund und auf der Pokljuka-Hochebene nominiert. Nach drei Rennen, die sie zum Teil deutlich außerhalb der Punkteränge beendete – den Sprint in Slowenien gar auf dem 103. und damit vorletzten Platz der gewerteten Athleten – bestritt die Norwegerin bis zum Ende der Saison nur noch Rennen im zweitklassigen IBU-Cup. Nach einem Jahr ohne internationale Rennen startete sie im Winter 2018/19 wieder im IBU-Cup. Mit einem dritten Platz beim Sprint am Arber erreichte sie ihre erste Podiumsplatzierung, in der Lenzerheide folgte – gemeinsam mit Håvard Bogetveit, Johannes Dale und Emilie Kalkenberg – im Mixedstaffelrennen ein weiterer dritter Platz. Nach einem guten neunten Platz im Einzelrennen über 15 km bei den Europameisterschaften in Minsk verfehlte Femsteinevik in der Single-Mixed-Staffel knapp die Medaillenränge, nachdem Endre Strømsheim nach dem letzten Schießen drei Strafrunden laufen musste. Auch in der Saison 2019/20 bestritt die Norwegerin keine internationalen Wettkämpfe; erst zu den Europameisterschaften 2021 war sie wieder am Start, verpasste aber die Top Ten in allen Rennen recht deutlich. Im Rest der Saison hingegen erzielte sie im IBU-Cup ausschließlich Top-10-Ergebnisse, womit sie im letzten Trimester im Weltcup starten durfte und in Nové Město na Moravě nach Rang 47 im Sprint erstmals ein Verfolgungsrennen auf der höchsten Ebene erreichen konnte.

### Europameistertitel und WM-Medaillen
Im Dezember 2021 feierte Femsteinevik mit dem Massenstart von Sjusjøen ihren ersten Sieg in einem IBU-Cup-Rennen. Nachdem sie auch den Sprint von Osrblie im folgenden Januar gewinnen konnte, war sie in Ruhpolding Teil des Weltcupteams und ergatterte als 34. des Sprints ihre ersten Ranglistenpunkte. 

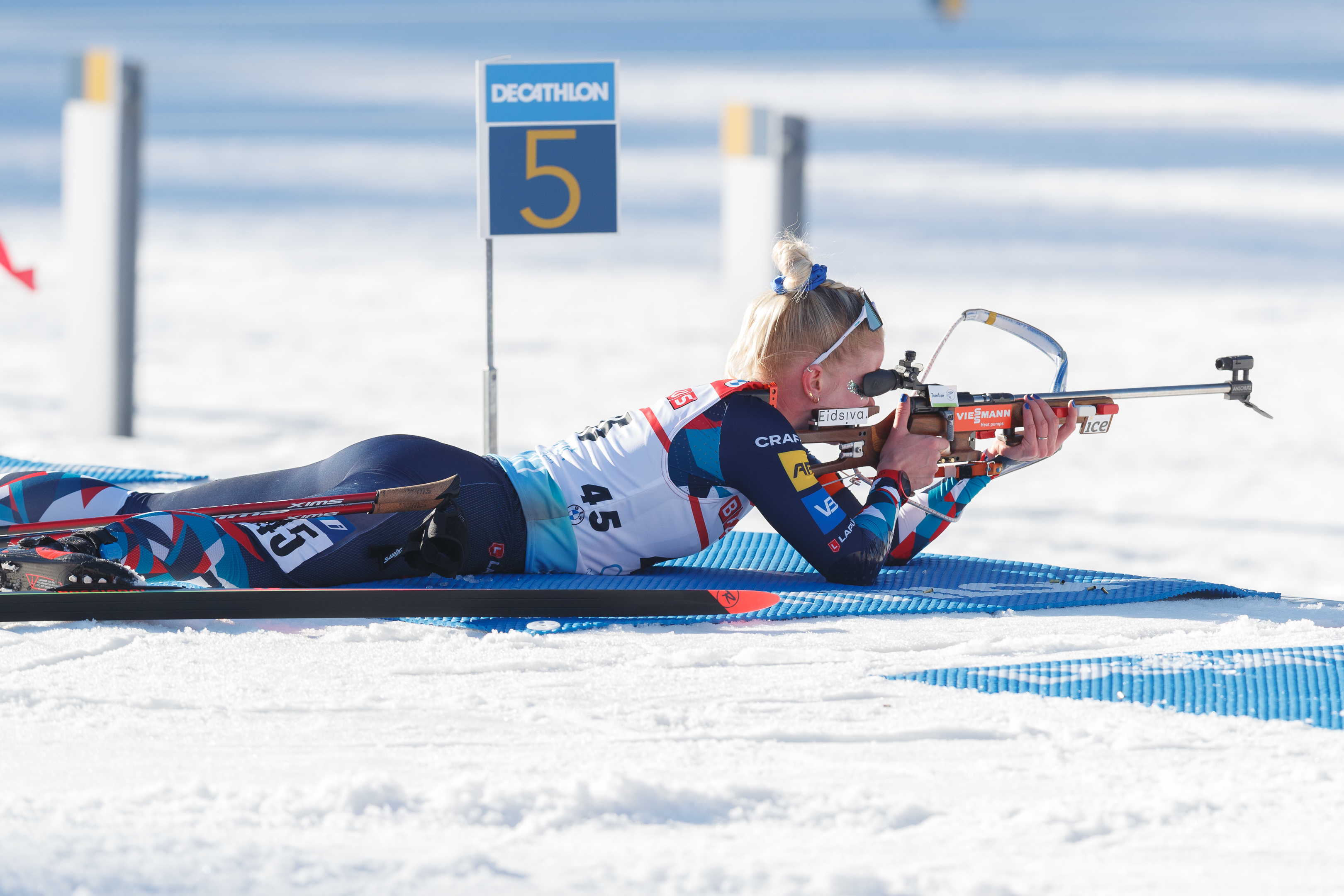
Femsteinevik bei der WM 2023 in Oberhof

 Deutlich erfolgreicher schnitt die Norwegerin bei den Europameisterschaften ab, Femsteinevik siegte im Sprint sowie mit der Mixedstaffel und krönte sich so zur zweifachen Europameisterin. Nachdem sie im Saisonverlauf einen weiteren Sieg sowie zwei Podestplätze hatte einfahren können und die IBU-Cup-Gesamtwertung mit 25 Punkten Rückstand auf Lou Jeanmonnot als Zweite abgeschlossen hatte, kam sie am Saisonende in Oslo noch einmal im Weltcup zum Einsatz und erzielte trotz zweier Schießfehler im Sprint mit Rang 15 eine deutliche persönliche Bestleistung.
Zum Winter 2022/23 stieg Femsteinevik in die A-Mannschaft Norwegens auf und startete dementsprechend durchgehend im Weltcup. Ihre erste Podiumsplatzierung mit einer Staffel erreichte sie mit Karoline Offigstad Knotten, Ida Lien und Ingrid Landmark Tandrevold in Kontiolahti, nach eher enttäuschenden Einzelrennen lief sie schließlich Mitte Dezember im Massenstart von Le Grand-Bornand auf den neunten Platz und damit zu ihrer bis heute persönlichen Bestmarke. Der erste Staffelsieg folgte schließlich an der Seite von Knotten, Tandrevold und Marte Olsbu Røiseland Mitte Januar 2023 in Ruhpolding. Auch an den Weltmeisterschaften in Oberhof nahm die Norwegerin teil und erzielte als bestes Ergebnis Platz 21 in der Verfolgung, im Gesamtweltcup resultierte nach Saisonende Rang 34.
Aufgrund einer Coronaerkrankung verpasste Femsteinevik die ersten Wettkämpfe des Winters 2023/24 und bestritt das erste Trimester ausschließlich im IBU-Cup, wo speziell wegen vieler Schießfehler nur ein Top-10-Ergebnis erreichte. In der Folge musste sie im Januar im drittklassigen Norwegencup starten. Nach guten Ergebnisse bei diesen Rennen erhielt sie ihren IBU-Cup-Platz zurück und zeigte deutlich stärkere Leistungen. Im März gewann sie in Obertilliach fehlerfrei einen Sprint. Am Ende der Saison belegte sie Platz 17 in der Gesamtwertung.
Im Frühjahr 2024 strich der norwegische Verband Ragnhild Femsteinevik aus allen Kadern. Sie ist seitdem Teil des privaten Team Havland, dem unter anderem auch Marit Ishol Skogan und Karoline Erdal angehören. Mit guten Leistungen im zweitklassigen IBU-Cup kämpfte sich Femsteinevik im Januar 2025 zu den Wettkämpfen in Ruhpolding zurück in den Weltcup. Sie wurde in der Folge auch für die Teilnahme an den Weltmeisterschaften nominiert und bestritt dort den Sprint, das Verfolgungs- und das Einzelrennen. Überraschend wurde Femsteinevik auch für die einfache gemischte Staffel aufgestellt, gemeinsam mit Johannes Thingnes Bø gewann sie die Silbermedaille. Sie war auch Teil der norwegischen Damenstaffel, gemeinsam mit Karoline Offigstad Knotten, Ingrid Landmark Tandrevold und Maren Kirkeeide gewann sie erneut Silber. In gleicher Besetzung hatte die norwegische Damenstaffel kurz zuvor beim Weltcup in Antholz bereits den zweiten Platz belegt, die vier gleichen Damen wurden beim Weltcup in Nové Město na Moravě im Staffelrennen erneut Zweite.

## Persönliches
Ragnhild Femsteinevik stammt aus Hatlestrand in der Kommune Kvinnherad. Ihr Bruder Martin und ihre Schwester Guro sind ebenfalls Biathleten. Femsteinevik ist dafür bekannt, nahezu alle Wettkämpfe ohne Handschuhe zu bestreiten.

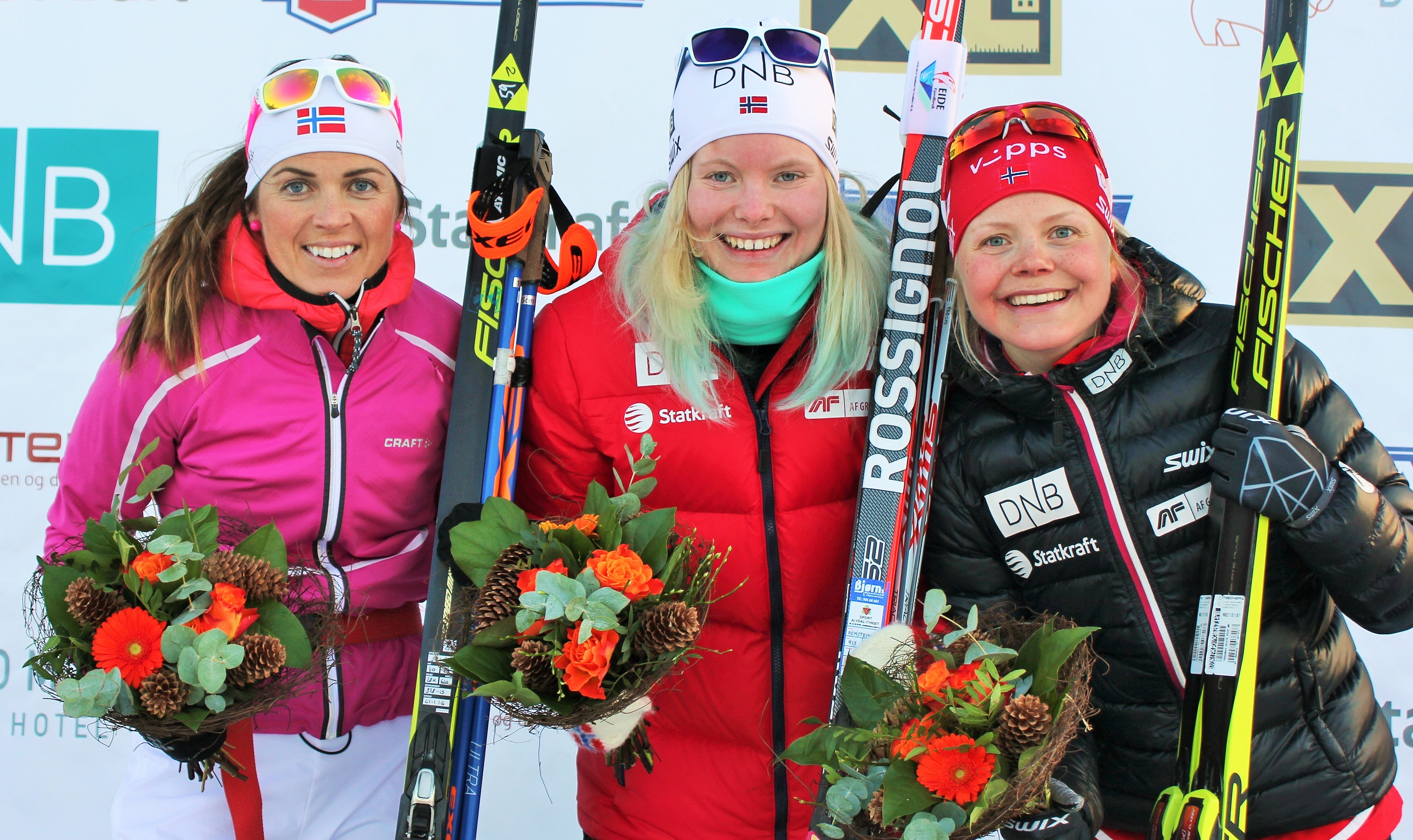
Jori Mørkve, Femsteinevik und Hilde Fenne bei den norwegischen Meisterschaften 2016

## Erfolge

### Biathlon-Weltmeisterschaften
Ergebnisse bei den Weltmeisterschaften:
| Weltmeisterschaften | Weltmeisterschaften | Einzelwettbewerbe | Einzelwettbewerbe | Einzelwettbewerbe | Einzelwettbewerbe | Staffelwettbewerbe | Staffelwettbewerbe | Staffelwettbewerbe  |
| Jahr                | Ort                 | Einzel            | Sprint            | Verfolgung        | Massenstart       | Damenstaffel       | Mixedstaffel       | Single-Mixedstaffel |
| ------------------- | ------------------- | ----------------- | ----------------- | ----------------- | ----------------- | ------------------ | ------------------ | ------------------- |
| 2023                | Oberhof             | 55.               | 36.               | 21.               | –                 | –                  | –                  | –                   |
| 2025                | Lenzerheide         | 12.               | 50.               | 45.               | –                 | 2.                 | –                  | 2.                  |

### Weltcupsiege
| Nr. | Datum         | Ort        | Disziplin |
| --- | ------------- | ---------- | --------- |
| 1.  | 14. Jan. 2023 | Ruhpolding | Staffel 1 |

### Juniorenweltmeisterschaften
Ergebnisse bei den Juniorenweltmeisterschaften:

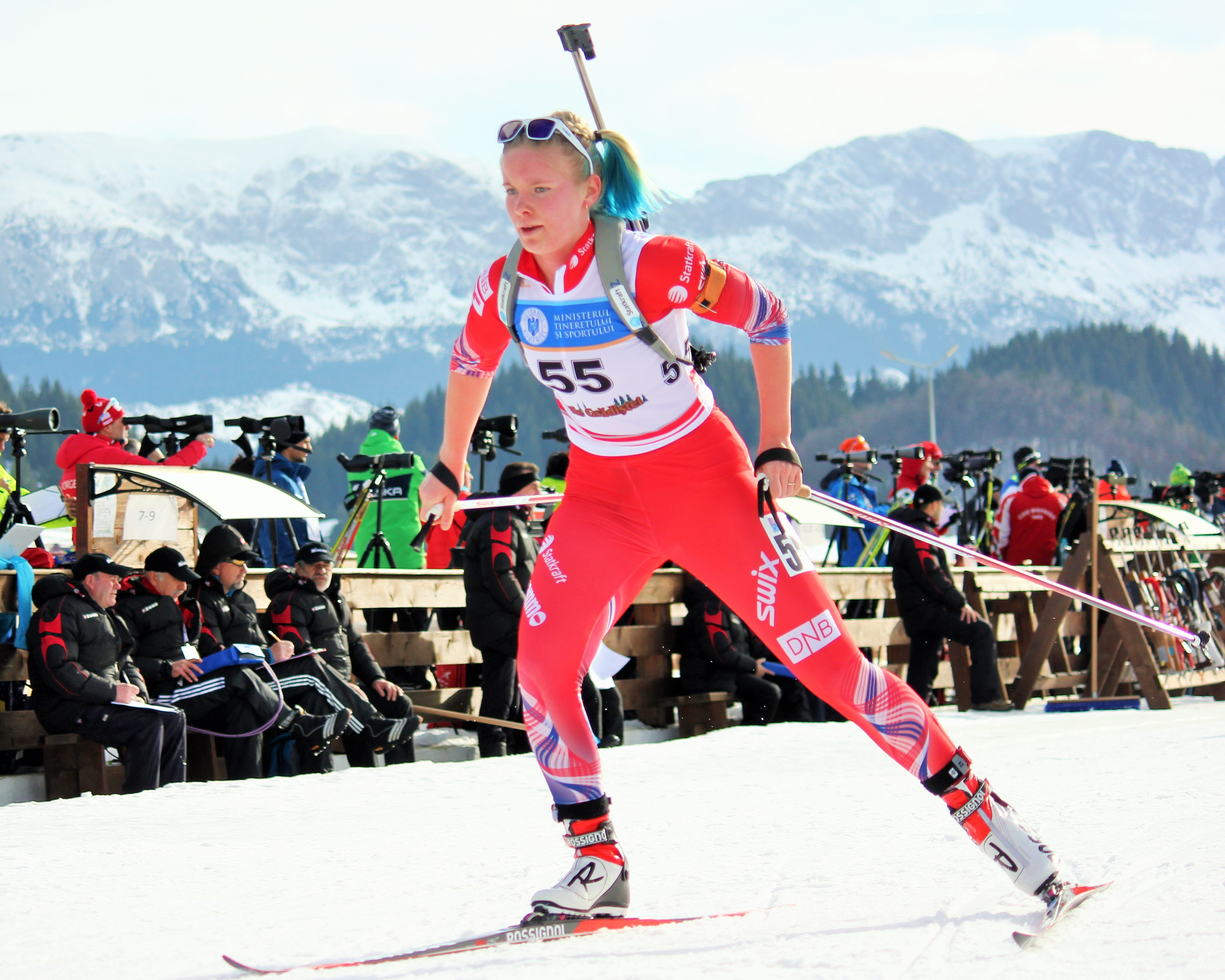
Femsteinevik bei den Juniorenweltmeisterschaften 2016

| Weltmeisterschaften | Weltmeisterschaften | Einzelwettbewerbe | Einzelwettbewerbe | Einzelwettbewerbe | Damenstaffel |
| Jahr                | Ort                 | Einzel            | Sprint            | Verfolgung        | Damenstaffel |
| ------------------- | ------------------- | ----------------- | ----------------- | ----------------- | ------------ |
| 2016                | Cheile Grădiștei    | 27.               | –                 | –                 | –            |

### IBU-Cup-Siege
| Nr. | Datum         | Ort          | Disziplin      |
| --- | ------------- | ------------ | -------------- |
| 1.  | 4. Dez. 2021  | Sjusjøen     | Massenstart 60 |
| 2.  | 8. Jan. 2022  | Osrblie      | Sprint         |
| 3.  | 28. Jan. 2022 | Arber (EM)   | Sprint         |
| 4.  | 30. Jan. 2022 | Arber (EM)   | Mixedstaffel 1 |
| 5.  | 5. März 2022  | Lenzerheide  | Supersprint    |
| 6.  | 29. Feb. 2024 | Obertilliach | Sprint         |
| 7.  | 3. März 2024  | Obertilliach | Mixedstaffel 2 |
| 8.  | 22. Dez. 2024 | Obertilliach | Mixedstaffel 3 |

## Statistiken

### Weltcupplatzierungen
Die Tabelle zeigt alle Platzierungen (je nach Austragungsjahr einschließlich Olympische Spiele und Weltmeisterschaften).
- 1.–3. Platz: Anzahl der Podiumsplatzierungen
- Top 10: Anzahl der Platzierungen unter den ersten zehn (einschließlich Podium)
- Punkteränge: Anzahl der Platzierungen innerhalb der Punkteränge (einschließlich Podium und Top 10)
- Starts: Anzahl gelaufener Rennen in der jeweiligen Disziplin
- Staffel: inklusive Mixed- und Single-Mixed-Staffeln

| Platzierung            | Einzel | Sprint | Verfolgung | Massenstart | Staffel | Gesamt |
| ---------------------- | ------ | ------ | ---------- | ----------- | ------- | ------ |
| 1. Platz               |        |        |            |             | 1       | 1      |
| 2. Platz               |        |        |            |             | 2       | 2      |
| 3. Platz               |        |        |            |             | 1       | 1      |
| Top 10                 |        |        |            | 1           | 7       | 8      |
| Punkteränge            | 2      | 7      | 4          | 2           | 7       | 22     |
| Starts                 | 5      | 15     | 9          | 2           | 7       | 38     |
| Stand: 31. Januar 2025 |        |        |            |             |         |        |